# 3859-es busz
A 3859-es jelzésű autóbuszjárat Szerencs, vasútállomás és Taktaszada között közlekedő helyközi járat. A járatot a Volánbusz Zrt. üzemelteti. 

## Járművek
Törzsjárművek a vonalon 2009 óta:
- EZY-464 Ikarus 260
- BOS-776 Ikarus 256
- KMR-005 Ikarus 415
- FLZ-192 Mercedes-Benz Conecto
- LHT-821 Credo EC 12

## Közlekedése
A járat a 80-as fővonal és a 98-as mellékvonal elágazásánál található szerencsi vasútállomást köti össze a várossal szinte egybeépült Bekecs, illetve a távolabbi Taktaszada településsel. Egy reggeli kivételével az összes járat a teljes útvonalon közlekedik.

## Útvonala
| Taktaszada, autóbusz-forduló felé | Szerencs vasútállomás felé |
| --- | --- |
| Szerencs vasútállomás – Rákóczi út – Bekecsi út – Honvéd utca – Jókai út – 3611 sz. út – Petőfi utca – Kossuth utca – Taktaszada, autóbusz-forduló | Taktaszada, autóbusz-forduló – Kossuth utca – Petőfi utca – 3611 sz. út – Jókai út – Honvéd utca – Bekecsi út – Rákóczi út – Szerencs vasútállomás |

## Megállóhelyei
| 3859 (Szerencs vasútállomás – Taktaszada, autóbusz-forduló) | 3859 (Szerencs vasútállomás – Taktaszada, autóbusz-forduló) |
| Megállóhely                                                 | Átszállási kapcsolatok                                      |
| ----------------------------------------------------------- | ----------------------------------------------------------- |
| Szerencs, vasútállomás végállomás                           | 3729, 3730, 3853 80-as vasútvonal, 98-as vasútvonal         |
| Szerencs, csokoládégyár                                     | 3729, 3730, 3853                                            |
| Szerencs, központi iskola                                   | 3730                                                        |
| Szerencs, posta                                             | 3729, 3730                                                  |
| Szerencs, malom                                             | 3729, 3730                                                  |
| Szerencs, Hidegvölgyi u.                                    |                                                             |
| Bekecs, alsó                                                | 3729, 3730                                                  |
| Bekecs, posta                                               | 3729, 3730                                                  |
| Bekecs, Táncsics Mihály utca                                |                                                             |
| Taktaszada, vasútállomás                                    | 80-as vasútvonal                                            |
| Taktaszada, tsz. bej. út                                    |                                                             |
| Taktaszada, Petőfi utca                                     |                                                             |
| Taktaszada, ABC áruház                                      |                                                             |
| Taktaszada, KH                                              |                                                             |
| Taktaszada, 3.sz.isk.                                       |                                                             |
| Taktaszada, autóbusz-forduló végállomás                     |                                                             |